# Coccophagus acanthosceles
Coccophagus acanthosceles is een vliesvleugelig insect uit de familie Aphelinidae. De wetenschappelijke naam is voor het eerst geldig gepubliceerd in 1916 door Waterston.